# Relaciones de Green-Kubo
Las relaciones de Kubo-Green, descirtas por Melville S. Green en 1954 y Ryogo Kubo en 1957, son componentes de una expresión matemática exacta que relaciona coeficientes de transporte {\displaystyle \gamma } en términos de integrales de funciones de correlación del tiempo:
{\displaystyle \gamma =\int _{0}^{\infty }\langle {\dot {A}}(t){\dot {A}}(0)\rangle \;\mathrm {d} t}.

## Procesos de transporte térmico y mecánico
Los sistemas termodinámicos pueden ser manipulados desde un punto relajado al equilibrio con a la aplicación de un campo mecánico (p. ej. campo eléctrico o magnético), o porque las límites del sistema están en movimiento relativo (shear) o mantenidos a temperaturas diferentes, etc. Esto genera dos clases de sistemas no-equilibrio: mecánico y térmicos.
El ejemplo estándar de un proceso de transporte eléctrico es la ley de Ohm, cuyo enunciado establece que, al menos para voltajes suficientemente pequeños, la corriente {\displaystyle I} es proporcional al voltaje aplicado {\displaystyle V},
{\displaystyle I=\sigma V.\,}
A medida que aumenta el voltaje aplicados se espera ver desviaciones en el comportamiento lineal. El coeficiente de proporcionalidad es la conductancia eléctrica, el cual es recíproco a la resistencia eléctrica.
El ejemplo estándar de un proceso de transporte mecánico sería la ley de Newton de viscosidad que anuncia que la tensión de corte {\displaystyle S_{xy}} es linearmente proporcional al índice de tensión. El ínice de tensión {\displaystyle \gamma } es la tasa de cambio de la velocidad en la dirección X con respetar a la coordenada Y, {\displaystyle \gamma \ {\stackrel {\mathrm {def} }{=}}\ \partial u_{x}/\partial y}
La ley del Newton de viscosidad establece que,
{\displaystyle S_{xy}=\eta \gamma .\,}
A medida que los índices de tensión aumentan, se esperan ver desviaciones en el comportamiento lineal,
{\displaystyle S_{xy}=\eta (\gamma )\gamma .\,}
Otro proceso bien conocido de transporte térmico es la ley de Fourier para la conducción de calor, afirmando que el flujo de calor entre dos cuerpos mantenidos a temperaturas diferentes es proporcional al gradiente de temperatura (el cambio de temperatura dividido por la separación espacial).

## Relación constitutiva lineal
En sistemas limitados a campos pequeños, se espera que el flujo sea proporcionalmente lineal a un campo aplicado, aun si se trata de procesos de transporte estimulados térmicamente o mecánicamente. En el caso lineal, el flujo y su fuerza impulsora se dice que son conjugados uno del otro. La relación entre una fuerza termodinámica F y su flujo conjugado termodinámico J se como conoce como relación constitutiva lineal,
{\displaystyle J=L(F_{e}=0)F_{e}.\,}
L(0) es el nombre del coeficiente de transporte lineal. En el caso de fuerzas múltiples y flujos que actúan simultáneamente, los flujos y las fuerzas se relacionan por medio de una matriz de coeficiente de transporte lineal. Con la excepción de casos especiales, dicha matriz es simétrica y es expresada en las relaciones recíprocas de Onsager.
En los años 1950 Green y Kubo presentaron una expresión exacta para coeficientes de transporte lineal, válido para sistemas de densidad y temperatura arbitraria T. Probaron que los coeficientes de transporte lineal están exactamente relacionados con la dependencia de tiempo de las fluctuaciones de equilibrio en su flujo conjugado,
{\displaystyle L(F_{e}=0)=\beta V\;\int _{0}^{\infty }{\mathrm {d} s}\left\langle {J(0)J(s)}\right\rangle _{F_{e}=0},\,}
donde {\displaystyle \beta ={\frac {1}{kT}}} (con la constante k de Boltzmann), y V es el volumen del sistema. La integral está sobre la función de autocovarianza del flujo en equilibrio. En tiempo cero la autocovarianza es positiva en vista que es el valor promedio al cuadrado del flujo en equilibrio. En situaciones de equilibrio, el valor promedio del flujo es, por definición, cero. En tiempo extensos, el flujo en el tiempo t, J(t), no se correlaciona con su valor en el tiempo inicial J(0) y la función de autocorrelación decae a cero. Esta relación notable es frecuentemente utilizada en simulacros de ordenadores de dinámica molecular para computar coeficientes de transporte lineal.

## Respuesta no-linear y funciones de correlación de tiempo transitorio
En 1985 Denis Evans y Morriss derivaron dos relaciones de fluctuaciones exactas para coeficientes no-lineares de transporte. Evans más tarde argumentó que dichas expresiones son consecuencia de la extremización de energía libre.
Evans y Morriss demostraron que en un sistema bajo termostato que están en equilibrio en el momento t = 0, el coeficiente de transporte no-linear puede ser calculado con el llamado expresión de la función correlación de tiempo transitoria:
{\displaystyle L(F_{e})=\beta V\;\int _{0}^{\infty }{\mathrm {d} s}\left\langle {J(0)J(s)}\right\rangle _{F_{e}},\,}
donde la función de autocorrelación en equilibrio del flujo ({\displaystyle F_{e}=0}) es reemplazada por una función de autocorrelación transitoria dependiente de un campo bajo termostato. En tiempo cero, {\displaystyle \left\langle {J(0)}\right\rangle _{F_{e}}=0} pero en al pasar el tiempo y en vista que el campo es aplicado {\displaystyle \left\langle {J(t)}\right\rangle _{F_{e}}\neq 0}.
Otra expresión de fluctuación exacta derivada por Evans y Morriss es la llamada expresión Kawasaki para la respuesta no-linear:
{\displaystyle \left\langle {J(t;F_{e})}\right\rangle =\left\langle {J(0)\exp[-\beta V\int _{0}^{t}{J(-s)F_{e}\;\mathrm {d} s]}}\right\rangle _{F_{e}}.\,}
El promedio del lado derecho de la ecuación de Kawasaki debe ser evaluado bajo la aplicación tanto del termostato y el campo externo. A primera vista, la función de correlación temporal transitoria (por sus siglas en inglés, TTCF) y la expresión de Kawasaki podría parecer ser de uso limitado—debido a su complejidad innata. Aun así, el TTCF es bastante útil en simulacros de ordenadores para calcular coeficientes de transporte y otras propiedades macroscópicas (coeficiente de autodifusión, viscosidad, constante dieléctrica, conductividad, etc). Ambas expresiones pueden ser usadas para derivar cantidades fluctuantes nuevas y útiles como calores concretos en estados de no-equilibrio firmes. Por ello, pueden ser utilizados como una especie de función de partición para estados de no-equilibrio firmes.

## Derivaciones del teorema de fluctuación y de límite central
En casos de estados firmes con termostato, integrales de tiempo de la función de disipación están relacionadas al flujo, J, por medio la ecuación
{\displaystyle {\bar {\Omega }}_{t}=-\beta {\overline {J}}_{t}VF_{e}.\,}
El promedio de tiempo de larga duración de la función de disipación es producto de la fuerza termodinámica y el promedio conjugado del flujo termodinámico. Es por tanto igual a la producción de entropía espontánea en el sistema. La producción de entropía espontánea juega una función clave en la termodinámica irreversible lineal.
El teorema de fluctuación (por sus siglas en inglés, FT) es válido para tiempos arbitrario promedios, t. Si se aplica FT en el límite de tiempo largo mientras que simultáneamente reduciendo el campo de modo que el producto {\displaystyle F_{e}^{2}t} se mantiene constante
{\displaystyle \lim _{t\to \infty ,F_{e}\to 0}{\frac {1}{t}}\ln \left({\frac {p(\beta {\overline {J}}_{t}=A)}{p(\beta {\overline {J}}_{t}=-A)}}\right)=-\lim _{t\to \infty ,F_{e}\to 0}AVF_{e},\quad F_{e}^{2}t=c.\,}
Debido a la manera particular de abordar el límite doble, el negativo del valor promedio del flujo permanece un número fijo de desviaciones estándares alejados del promedio a medida que tiempo promedio aumenta (cerrando la distribución) y el campo se reduce. Esto significa que a medida que el tiempo promedio se incrementa la distribución cercana al flujo promedio y su negativo, es descrito con exactitud en el teorema del límite central. Esto significa que la distribución es Gaussiana cerca al promedio y su negativo de tal modo que
{\displaystyle \lim _{t\to \infty ,F_{e}\to 0}{\frac {1}{t}}\ln \left({\frac {p({\overline {J}}_{t})=A}{p({\overline {J}}_{t})=-A}}\right)=\lim _{t\to \infty ,F_{e}\to 0}{\frac {2A\left\langle J\right\rangle _{F_{e}}}{t\sigma _{{\overline {J}}(t)}^{2}}}.}
Combinando estas dos relaciones da como resultado la relación de Green-Kubo exacta para el coeficiente de transporte de campo lineal cero, concretamente,
{\displaystyle L(0)=\beta V\;\int _{0}^{\infty }{\mathrm {d} t}\left\langle {J(0)J(t)}\right\rangle _{F_{e}=0}.\,}